# Lavertezzo (Verzasca)
Lavertezzo (in dialetto ticinese Vertezz) è una frazione del comune svizzero di Verzasca, nel distretto di Locarno.
È inserita nell'inventario degli insediamenti svizzeri da proteggere.

## Storia
In origine Lavertezzo costituiva il nucleo principale dell'omonimo comune. Il comune di Lavertezzo era, infatti, costituito da due distinte porzioni: Lavertezzo valle (dove si trovava il capoluogo) e il piano di Magadino (dove si trovava la frazione di Riazzino).
Il 18 ottobre 2020 il nucleo di Lavertezzo con tutto il suo territorio montano è entrato a far parte del neonato comune di Verzasca. 
In seguito a questa fusione, il comune di Lavertezzo è costituito solo dall'ex exclave di Riazzino, anche se continua a portare il nome Lavertezzo.
Nel febbraio 1888, nel comune di Lavertezzo si verificò una valanga che, tra l'altro, danneggiò la casa dove Aurelio Bacciarini viveva con la madre. Nell'inverno 1950-1951, ulteriori fenomeni valangari comportarono la distruzione di 48 ettari di bosco e il danneggiamento, completo o parziale, di una ventina di edifici.

## Monumenti e luoghi d'interesse

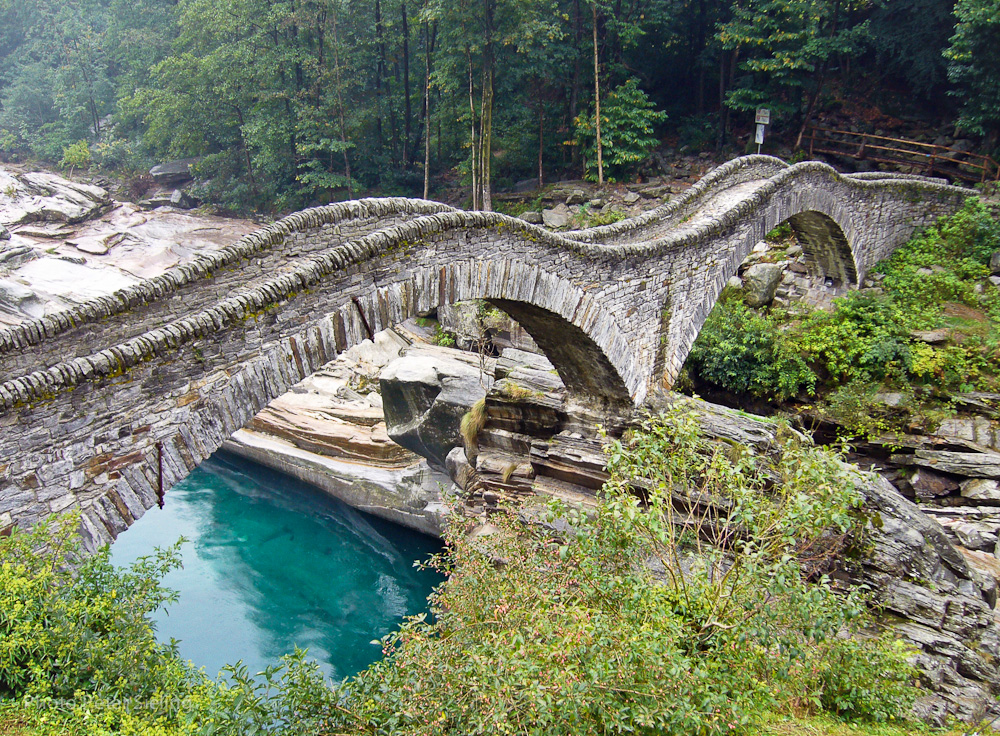
Il Ponte dei Salti

- Chiesa prepositurale di Santa Maria degli Angeli, del XVIII secolo[3];
- Ponte dei Salti in pietra a due archi, del XVII secolo[3];
- Cappella nei pressi del Ponte dei Salti, edificata nel XVIII secolo;[4]
- Capanna Alpe Fümegna;
- Capanna Cornavòsa